# Campeonato Mundial Femenino de Ajedrez 1984
El 22º Campeonato mundial femenino de ajedrez se desarrolló entre septiembre y octubre de 1984 en Volgogrado. Esta edición enfrentó a la campeona Maia Chiburdanidze contra Irina Levitina, ganadora del Torneo de candidatas. Nuevamente, Chiburdanidze defendió exitosamente su título.

## Torneo de Candidatas
El Torneo de Candidatas se desarrolló entre marzo de 1983 y marzo de 1984 a lo largo de distintas ciudades. Participaron las tres primeras del interzonal de Bad Kissingen y las tres primeras del Interzonal de Tiflis de 1982 junto a Nana Alexandria, perdedora del campeonato anterior, y Nana Ioseliani, finalista del Torneo de candidatas anterior.
|  | Cuartos de final    | Cuartos de final |                 |                | Semifinales | Semifinales |  |                | Final | Final |  |
|  |                     |                  |                 |                |             |             |  |                |       |       |  |
|  |                     |                  |                 |                |             |             |  |                |       |       |  |
|  | Irina Levitina      | 6                |                 |                |             |             |  |                |       |       |  |
|  | Irina Levitina      | 6                |                 |                |             |             |  |                |       |       |  |
|  | Nona Gaprindashvili | 4                |                 |                |             |             |  |                |       |       |  |
|  | Nona Gaprindashvili | 4                |                 | Irina Levitina | 7½          |             |  |                |       |       |  |
|  |                     |                  |                 | Irina Levitina | 7½          |             |  |                |       |       |  |
|  |                     |                  | Nana Alexandria | 6½             |             |             |  |                |       |       |  |
|  | Nana Alexandria     | 5½               | Nana Alexandria | 6½             |             |             |  |                |       |       |  |
|  | Nana Alexandria     | 5½               |                 |                |             |             |  |                |       |       |  |
|  | Tatjana Lematschko  | 4½               |                 |                |             |             |  |                |       |       |  |
|  | Tatjana Lematschko  | 4½               |                 |                |             |             |  | Irina Levitina | 7     |       |  |
|  |                     |                  |                 |                |             |             |  | Irina Levitina | 7     |       |  |
|  |                     |                  | Lidia semenova  | 5              |             |             |  |                |       |       |  |
|  | Lidia Semenova      | 5½               | Lidia semenova  | 5              |             |             |  |                |       |       |  |
|  | Lidia Semenova      | 5½               |                 |                |             |             |  |                |       |       |  |
|  | Margareta Mureșan   | 4½               |                 |                |             |             |  |                |       |       |  |
|  | Margareta Mureșan   | 4½               |                 | Lidia Semenova | 5½          |             |  |                |       |       |  |
|  |                     |                  |                 | Lidia Semenova | 5½          |             |  |                |       |       |  |
|  |                     |                  | Nana Ioseliani  | 4½             |             |             |  |                |       |       |  |
|  | Liu Shilan          | 3                | Nana Ioseliani  | 4½             |             |             |  |                |       |       |  |
|  | Liu Shilan          | 3                |                 |                |             |             |  |                |       |       |  |
|  | Nana Ioseliani      | 6                |                 |                |             |             |  |                |       |       |  |
|  | Nana Ioseliani      | 6                |                 |                |             |             |  |                |       |       |  |
|  |                     |                  |                 |                |             |             |  |                |       |       |  |

## Chiburdanidze vs Alexandria
El Campeonato del mundo se disputó mediante un encuentro a 16 partidas donde la primera jugadora en obtener 8½ puntos sería consagrada campeona.
|                    | 1 | 2 | 3 | 4 | 5 | 6 | 7 | 8 | 9 | 10 | 11 | 12 | 13 | 14 | 15 | 16 | Total |
| ------------------ | - | - | - | - | - | - | - | - | - | -- | -- | -- | -- | -- | -- | -- | ----- |
| Irina Levitina     | ½ | ½ | 1 | 0 | ½ | ½ | ½ | 1 | 0 | 0  | ½  | 0  | 0  | ½  |    |    | 5½    |
| Maia Chiburdanidze | ½ | ½ | 0 | 1 | ½ | ½ | ½ | 0 | 1 | 1  | ½  | 1  | 1  | ½  |    |    | 8½    |